# エリック・ライト (1959年生のアメリカンフットボール選手)
エリック・ライト（Eric Wright 1959年4月18日- ）はイリノイ州イーストセントルイス出身の元アメリカンフットボール選手、コーチ。NFLのサンフランシスコ・フォーティナイナーズで第16回、第19回、第23回、第24回と4つのスーパーボウルリングを獲得した。現役時代のポジションはコーナーバック。

## 経歴
ミズーリ大学時代の1979年、1980年には、ビッグ・エイト・カンファレンスのオールチームに選ばれた。1979年のサンディエゴ州立大学戦では3インターセプトをあげた。1990年にミズーリ大学の20世紀オールチームに選ばれた。
1981年のNFLドラフト2巡でサンフランシスコ・フォーティナイナーズに指名されて入団した。その年のドラフトで指名されたロニー・ロット、カールトン・ウィリアムソンとともに先発ディフェンシブバックとして起用された。前年NFL28チーム中27位だったチームディフェンスは7位に改善された。
1982年1月24日のダラス・カウボーイズとのNFCチャンピオンシップゲームでは第4Qにジョー・モンタナからドワイト・クラークへのザ・キャッチが決まり逆転した後、最後のカウボーイズの攻撃でダニー・ホワイトからパスを受けたドリュー・ピアソンに（現在のルールでは、ホースカラータックルの反則となる）タックルを決めて、TDパスあるいはFGレンジまでの前進を許さず、スーパーボウル出場を決めた。シンシナティ・ベンガルズとの第16回スーパーボウルでは1インターセプトをあげている。
1983年には7インターセプトをあげて、2インターセプトリターンTDをあげた。
マイアミ・ドルフィンズとの第19回スーパーボウルでもインターセプトをあげた。
1984年には、ロニー・ロット、カールトン・ウィリアムソン、ドワイト・ヒックスとともに4人のディフェンシブバックが全員プロボウルに選ばれた。
1985年にもプロボウルに選ばれたが鼠径部の怪我で1986年、1987年はそれぞれ2試合の出場にとどまった。
1991年4月、キーナ・ターナー、マイク・ウィルソンとともに契約延長のオファーを受けず、現役を引退した。
引退までにスーパーボウルリングを4個獲得した。フォーティナイナーズの選手として1980年代に4回優勝しているのは、他にジョー・モンタナ、ロニー・ロット、キーナ・ターナー、マイク・ウィルソンの4人のみで、ジェシー・サポールが第19回スーパーボウルから第29回スーパーボウルまでの4回優勝メンバーとなっている。
1991年のトレーニングキャンプでは、ドラフト5巡で指名されたマートン・ハンクスを指導し、先発選手に育て上げた。
1994年、母校のミズーリ大学のワイドレシーバーコーチとなった。
2009年、NFLよりロニー・ロットとのコーナーバックコンビがNFL史上3位にランクされた。